# سوزانا مارس
سوزانا مارس (بالإسبانية: Susana March)‏ هي كاتِبة وشاعرة إسبانية، ولدت في 28 يناير 1915 في برشلونة في إسبانيا، وتوفي بنفس المكان في 21 ديسمبر 1990.